# Treckburen

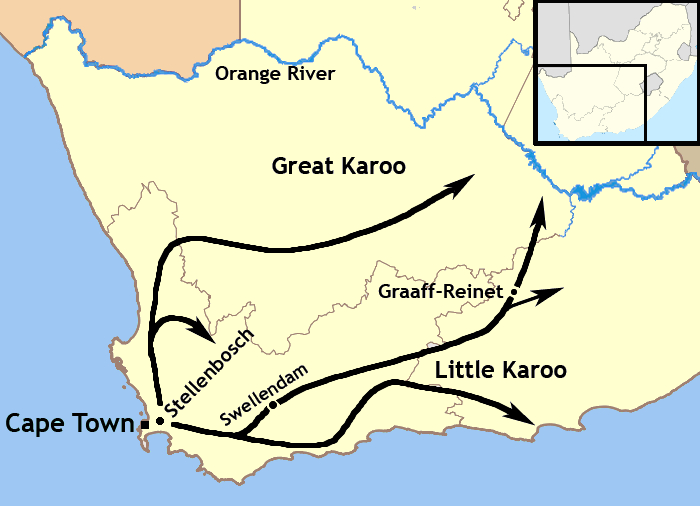
Züge der Treckburen 1740–1800

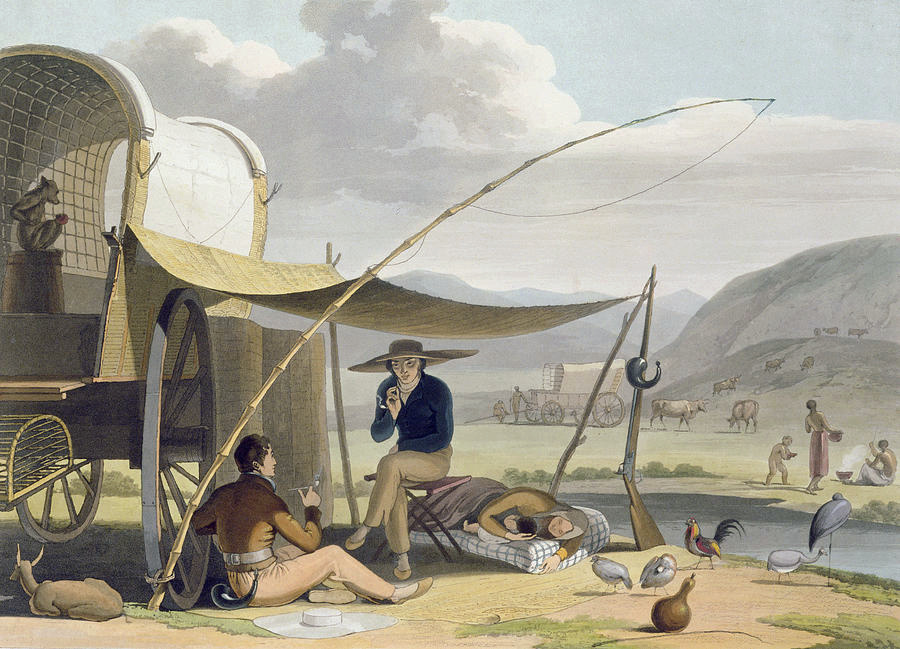
Samuel Daniell: The Trekbur, Aquatinta von ca. 1804

Die Treckburen (Afrikaans: trekboere, englisch: trekboers; deutsch auch Trekburen) waren ein halbnomadisches Hirtenvolk in Südafrika. Etwa ab dem Ende des 17. Jahrhunderts zogen sie von der Region um Kapstadt aus Richtung Norden oder in das sich ausdehnende östlich liegende Gebiet der späteren Kapkolonie.
Der Begriff Treckburen bezieht sich nicht auf die Voortrekker, ebenfalls Buren, die ab 1833 auf den Großen Treck gingen. Einige der Voortrekker waren aber vormalige Treckburen, und bei ihren Zügen ins Landesinnere stießen sie auf andere Treckburen.

## Geschichte
Vorfahren der Treckburen waren holländische Siedler, französisch-hugenottische Flüchtlinge, deutsche Protestanten, Friesen, Flamen, Skandinaviern, Schotten, Iren, indische Sklaven, Khoikhoi und Malaien.
Die Treckburen waren autark lebende, halbnomadische Bauern, die auf der Suche nach ertragreicherem Ackerland zu Trecks in das nördliche und vor allem östliche Landesinnere aufbrachen, sowohl, um bessere Weidegründe zu finden, als auch um dem als selbstherrlich empfundenen Regime der Niederländischen Ostindien-Kompanie (VOC) am Kap zu entgehen. In den 1740er Jahren erreichten sie die Kleine Karoo, in den 1760er Jahren die Große Karoo. Sie lebten in den Ochsenwagen, in denen sie reisten und selten lange auf einer Stelle verweilten. Sie galten als gute Schützen und führten Vernichtungskriege gegen die Khoikhoi und vor allem die San. Unter den Treckburen waren viele „Gemischtrassige“, darunter auch die Griqua. Etliche Treckburen ließen sich an der Ostgrenze der Kapkolonie nieder, wo ihre Nachkommen bald als Grensburen (niederländisch boer, „Landwirt“, also „Grenzbauern“) bekannt wurden. So entstanden um 1770 erste Buren-Farmen nordwestlich der Algoa Bay.
Der autokratischen VOC widersetzte sich eine Burengruppe – Nachfahren von an der Ostgrenze der Kapkolonie niedergelassenen Treckburen – und erklärte 1795 die Städte Swellendam und Graaff-Reinet zu unabhängigen Republiken. Diese wurden 1796 mit der britischen Übernahme des Kaps in der Folge der napoleonischen Kriege aufgehoben. Eine andere Burengruppe – ebenfalls Nachfahren von Treckburen – rebellierte eine Generation später gegen die britische Herrschaft, was 1815 zum Aufstand bei Slagters Nek führte, in dessen Folge die Briten fünf Anführer der Aufständischen hinrichteten. Nach weiteren britischen Eingriffen und einer Reihe von Grenzkriegen mit den Xhosa im Osten sowie aus wachsendem Landbedarf wurden viele burische Einwohner des Ostkaps mit treckburischer Herkunft Voortrekker.

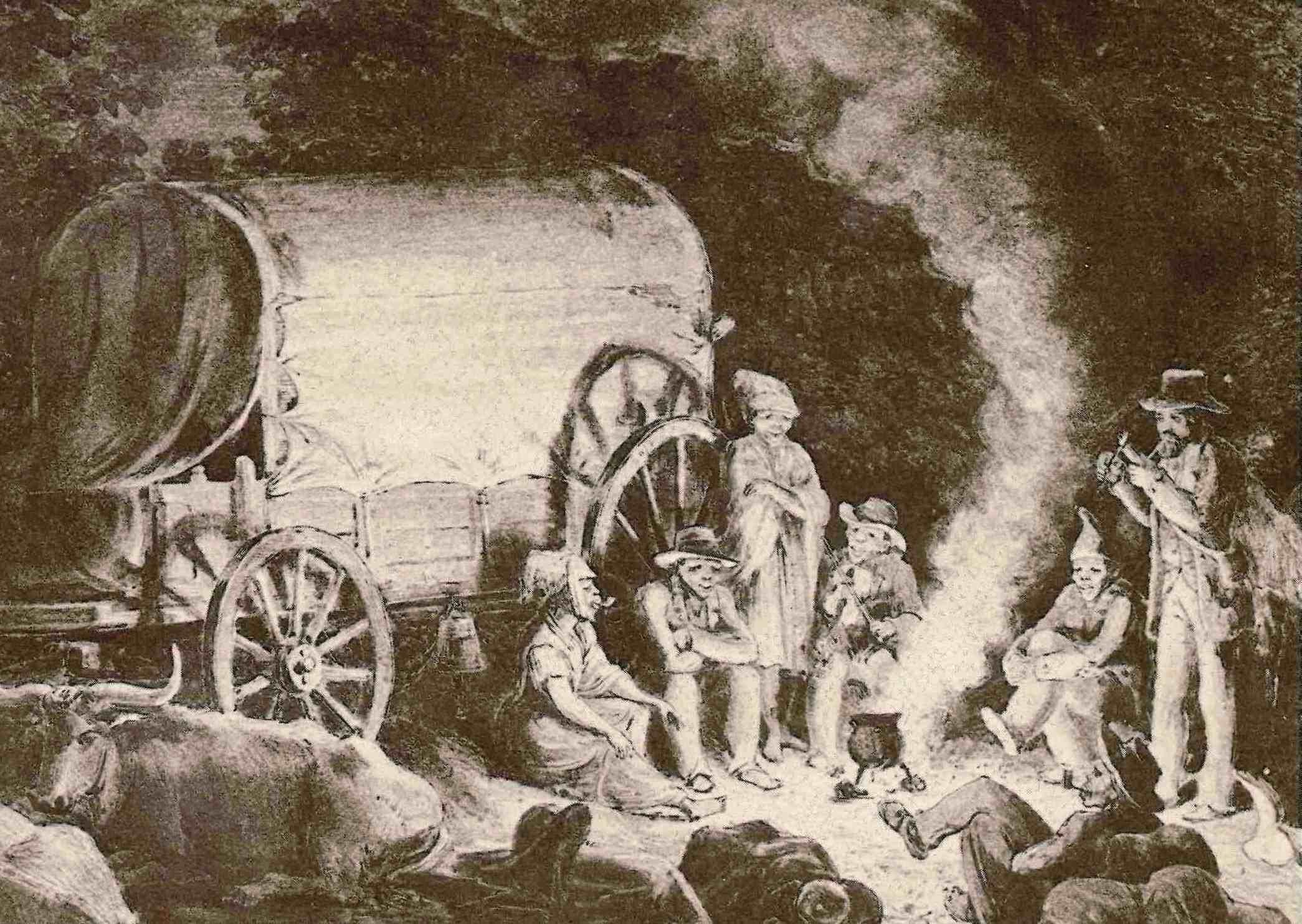
Treckburen, vermutlich Griqua, im 19. Jahrhundert, Gemälde von Charles Davidson Bell

Während ein Teil der Treckburen sich niederließ und siedelte, um für Generationen als Grenzbauern und später als Voortrekker zu leben, lebten andere Treckburen als nomadisierende Hirten wirtschaftlich durchaus erfolgreich. Einige Treckburen hatten den Orange-Fluss mehrere Jahrzehnte vor den Voortrekkern überquert. Diese stießen während des Großen Trecks auf dem Gebiet des späteren Oranje-Freistaates mehrfach auf bereits ansässige Treckburen.
1799 floh der Treckbure Coenraad de Buys vor einer Anklage Richtung Osten. Er erwarb Reichtum durch Viehdiebstahl und heiratete zahlreiche Frauen. Der Xhosa-Herrscher Ngqika erkannte ihn ebenfalls als Herrscher an, so dass Ngqikas verwitwete Mutter de Buys’ Liebhaberin wurde und de Buys Ngqika seine 15-jährige Tochter versprach. 1815 ließ er sich als erster weißer Einwohner im Westen des späteren Transvaal nieder. Er verschwand auf einer Reise am Limpopo.
Ende des 19. Jahrhunderts wurden sowohl die Treckburen als auch die Voortrekker gemeinsam Buren genannt. Während des 20. Jahrhunderts wurde der Begriff Buren auf alle afrikaanssprachigen Weißen ausgeweitet, also auch auf Kapholländer, deren Vorfahren nicht am Treck in den Osten beteiligt waren, sondern im Westkap geblieben waren.